# Forum 18
Forum 18 ist eine norwegische Menschenrechtsorganisation in Oslo, die sich auf der Grundlage des Artikel 18 der Allgemeinen Erklärung der Menschenrechte zum Ziel setzt, religiöse Freiheit für alle zu etablieren.
Der Vorstand setzt sich aus Vertretern folgender Organisationen zusammen:
- Dansk Missionsråd (Dänemark)
- Equmeniakyrkan (Schweden)
- Den norske Helsingforskomité
- Stefanusalliansen (Norwegen)[1]

Der durch die Non-Profit-Organisation eingerichtete Nachrichtendienst Forum 18 News Service ist eine Internet- und E-Mail-Initiative, die zeitnah über Bedrohungen und Aktionen gegen die religiöse Freiheit aller Menschen berichtet, unabhängig von ihrer Religionszugehörigkeit. Der Nachrichtendienst konzentriert sich hauptsächlich auf die Nachfolgestaaten der Sowjetunion, einschließlich Belarus und Zentralasien sowie Osteuropa, aber er hat auch Berichte über den Kosovo, Serbien, die Türkei, Burma, China (einschließlich Xinjiang), Laos, die Mongolei, Nordkorea und Vietnam veröffentlicht.
Der Nachrichtendienst wird in zwei Ausgaben veröffentlicht: eine wöchentliche Zusammenfassung erfolgt jeweils freitags; und außerdem wird an den meisten Wochentagen eine Tagesausgabe angeboten. Die Internetseite der Organisation enthält zudem Erhebungen zur religiösen Freiheit in verschiedenen Ländern und Regionen sowie persönliche Kommentare zu religiösen Themen.
Die Berichte von Forum 18 werden vor allen Dingen in englischsprachigen Medien wie Radio Free Europe oder der englischsprachigen Internet-Zeitschrift Transition online aber auch im Europaparlament in Fragen der Religionsfreiheit als Quelle zitiert.
Im deutschsprachigen Bereich werden die Berichte des Forum 18 vor allen Dingen von Menschenrechtsorganisationen wie der Internationalen Gesellschaft für Menschenrechte oder Amnesty International als Quelle genutzt.